# Béta-oxidáció
A biokémiai metabolizmusban a béta-oxidáció az a katabolikus folyamat, melyben a zsírsavak lebontása történik. A prokarióták esetében a citoszolban, míg az eukarióták esetében a mitokondriumban zajlik acetil-CoA termelése céljából, ami a citrátkörbe lép, és NADH/FADH2 koenzimekké alakul, melyeket az elektrontranszportlánc használ fel ATP előállításához. A folyamat nevét (béta-oxidáció) onnan kapta, hogy a zsírsav béta szénatomja oxidálódik karbonilcsoporttá. A béta-oxidáció első három lépését egy mitokondriális enzim-komplex (MTP) katalizálja, amely a belső mitokondrális membránhoz kapcsolódik. Egyes zsírsavak eltérő helyen, a peroxiszómában is oxidálódhatnak.

Vázlat, amely bemutatja a mitokondriális béta-oxidáció folyamatsorát, valamint a hosszú láncú 3-hydroxyacyl-koenzim-A-dehidrogenáz-hiány (LCHAD hiány) hatásait.

## Áttekintés
A zsírsav lebontás a következő lépésekből áll:
1. A szabad zsírsavak aktivációja koenzim-A-val, majd membrántranszportja.
2. A béta szénatom oxidációja karbonilcsoporttá.
3. Két szénatomos csoportok lehasítása, mely acetil-CoA-t eredményez.
4. Az acetil-CoA oxidációja szén-dioxiddá a citrátkörben.
5. A felszabadult elektronok transzportja elektronszállító molekulák (NADH, FADH2) által az elektrontranszportláncba, ahol az oxidatív foszforiláció zajlik.

## Aktiváció és membrántranszport

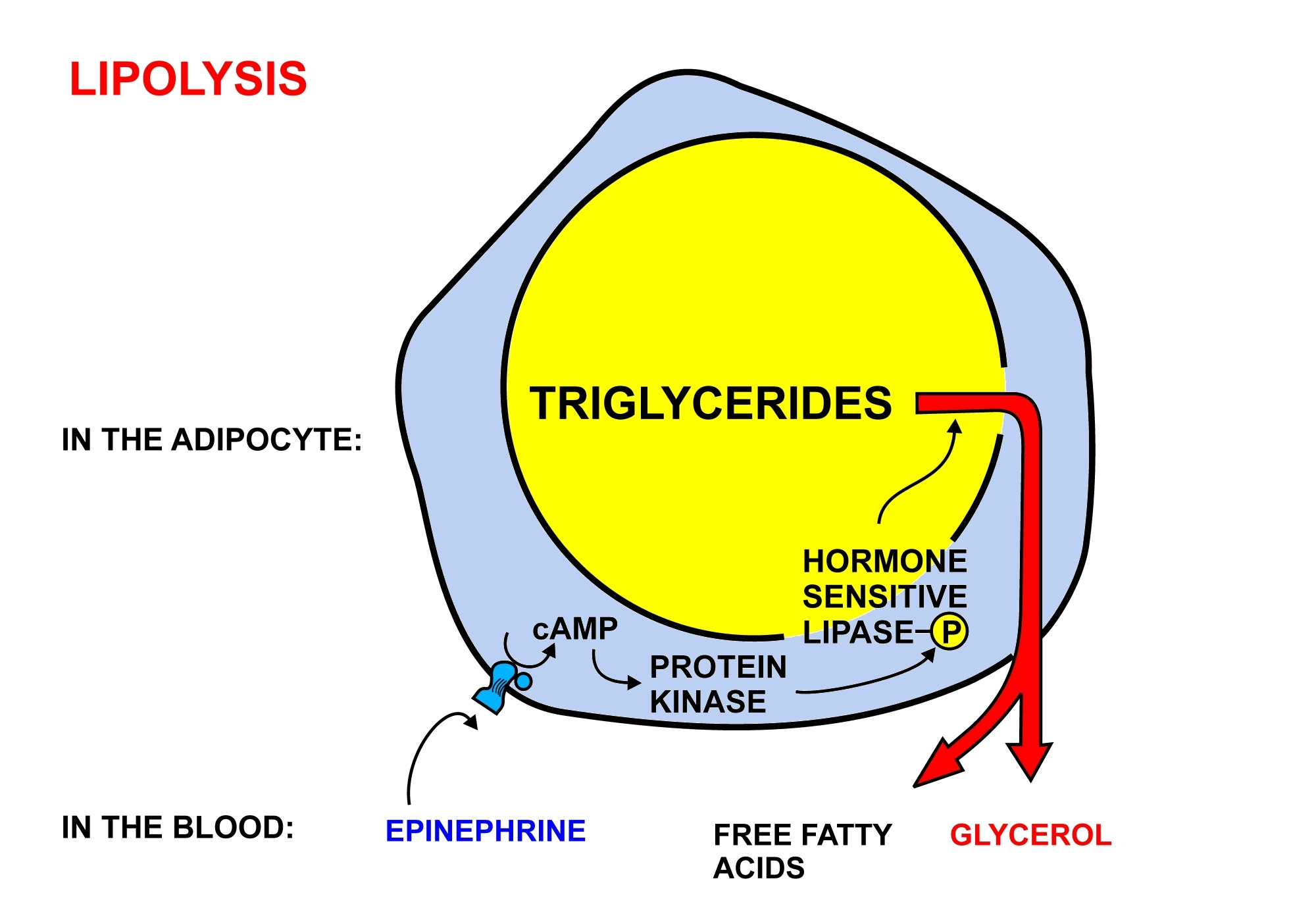
Illusztráció a lipolízis folyamatáról (zsírsejtben), mely a vérben lévő magas adrenalin- és/vagy alacsony inzulinszint következménye. Az adrenalin béta-adrenerg receptorhoz kötődik az adipocita sejtmembránjában, ami a sejten belüli cAMP termelés fokozódását idézi elő. A cAMP aktivál egy fehérje kinázt, amely foszforilálja – ezáltal aktiválja – a hormonszenzitív lipázt a zsírsejtben. Ez a lipáz szabad zsírsavakat hasít le a zsírsejtben tárolt zsírcseppekből (triglicerid). A szabad zsírsavak, valamint a zsírcsepp lebontása során keletkező glicerin a vérbe kerül.

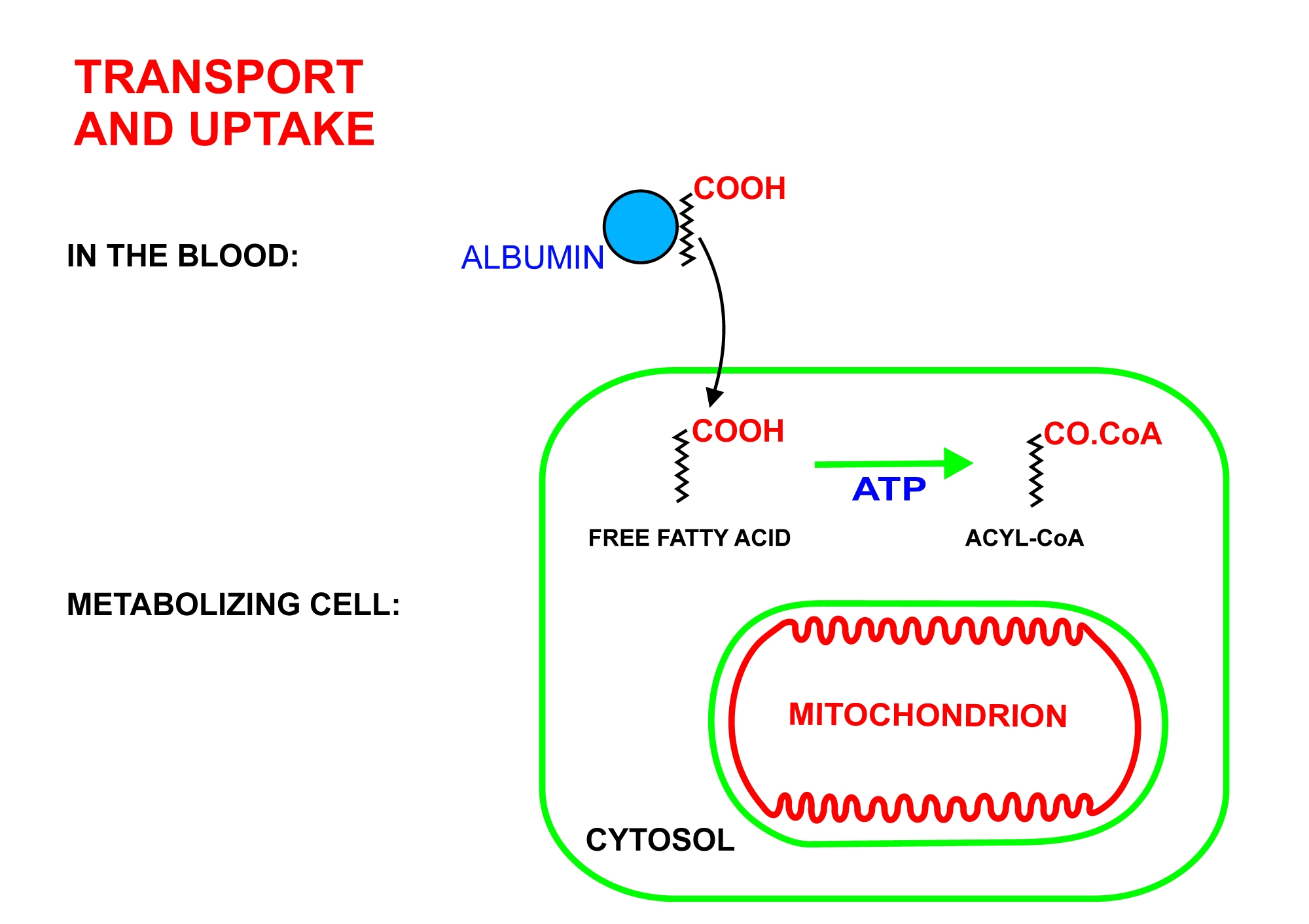
Illusztráció a szabad zsírsavak albumin által történő transzportjáról a vérben, feltüntetve a zsírsav sejtmembránon keresztüli diffúzióját, valamint aktivációját –ATP felhasználásával – acil-CoA-vá a citoszolban. A képen szereplő zsírsav 12 szénatom hosszú. Megjegyzendő, hogy az ember esetében a vérplazmában található legtöbb zsírsav 16 vagy 18 szénatom hosszú.

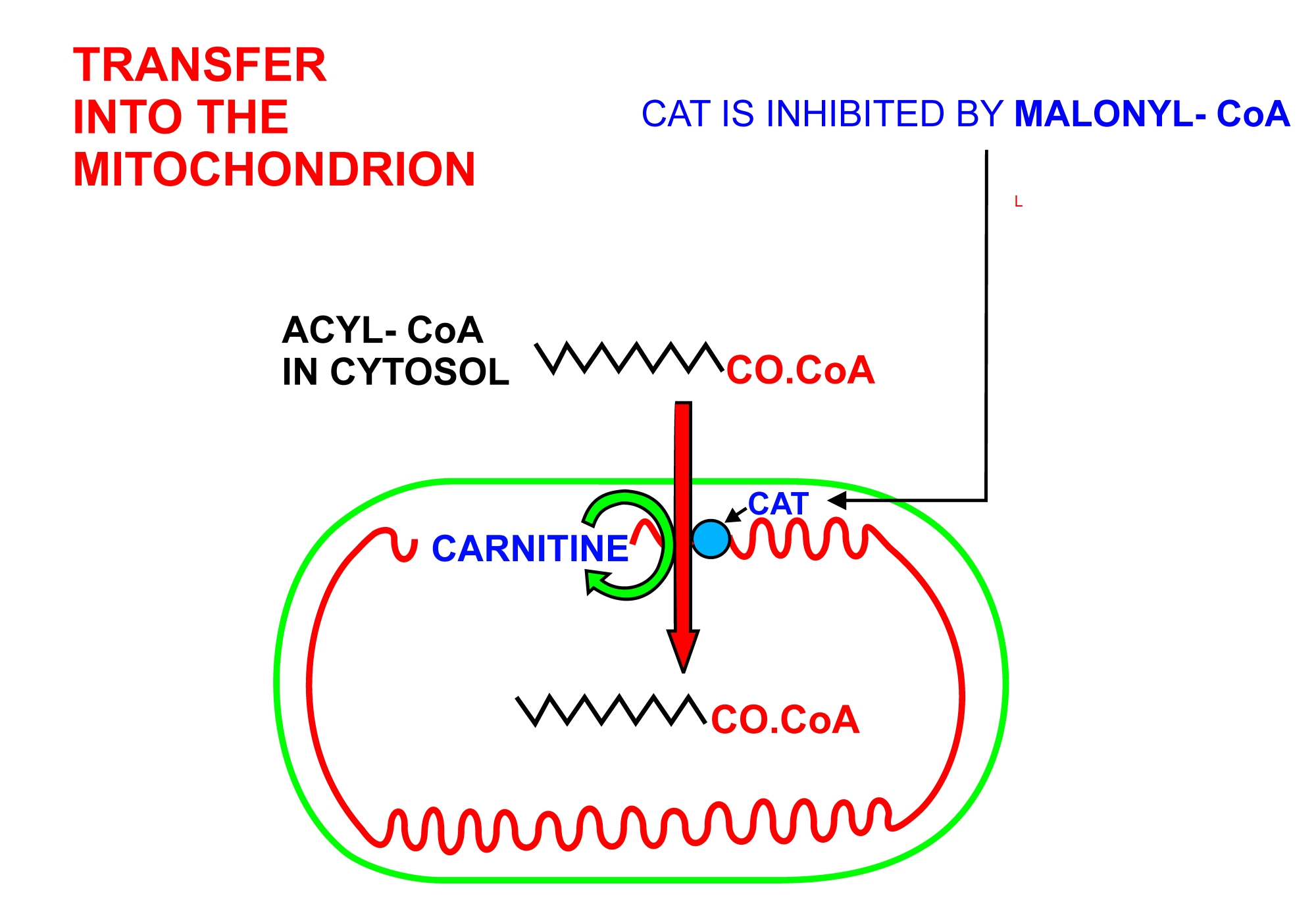
Illusztráció egy acil-CoA molekula belső mitokondrium membránon keresztüli transzportjáról, mely folyamatot a karnitin-aciltranszferáz I enzim (CAT I) katalizálja. A képen szereplő zsírsav 12 szénatom hosszú. Megjegyzendő, hogy az ember esetében a vérplazmában található legtöbb zsírsav 16 vagy 18 szénatom hosszú. A CAT gátolható magas malonil-CoA koncentrációval (a zsírsav szintézis első reakciójában keletkezik) a citoplazmában. Ez azt eredményezi, hogy a zsírsav felépítés és lebontás nem működhet egyszerre egy adott sejtben.

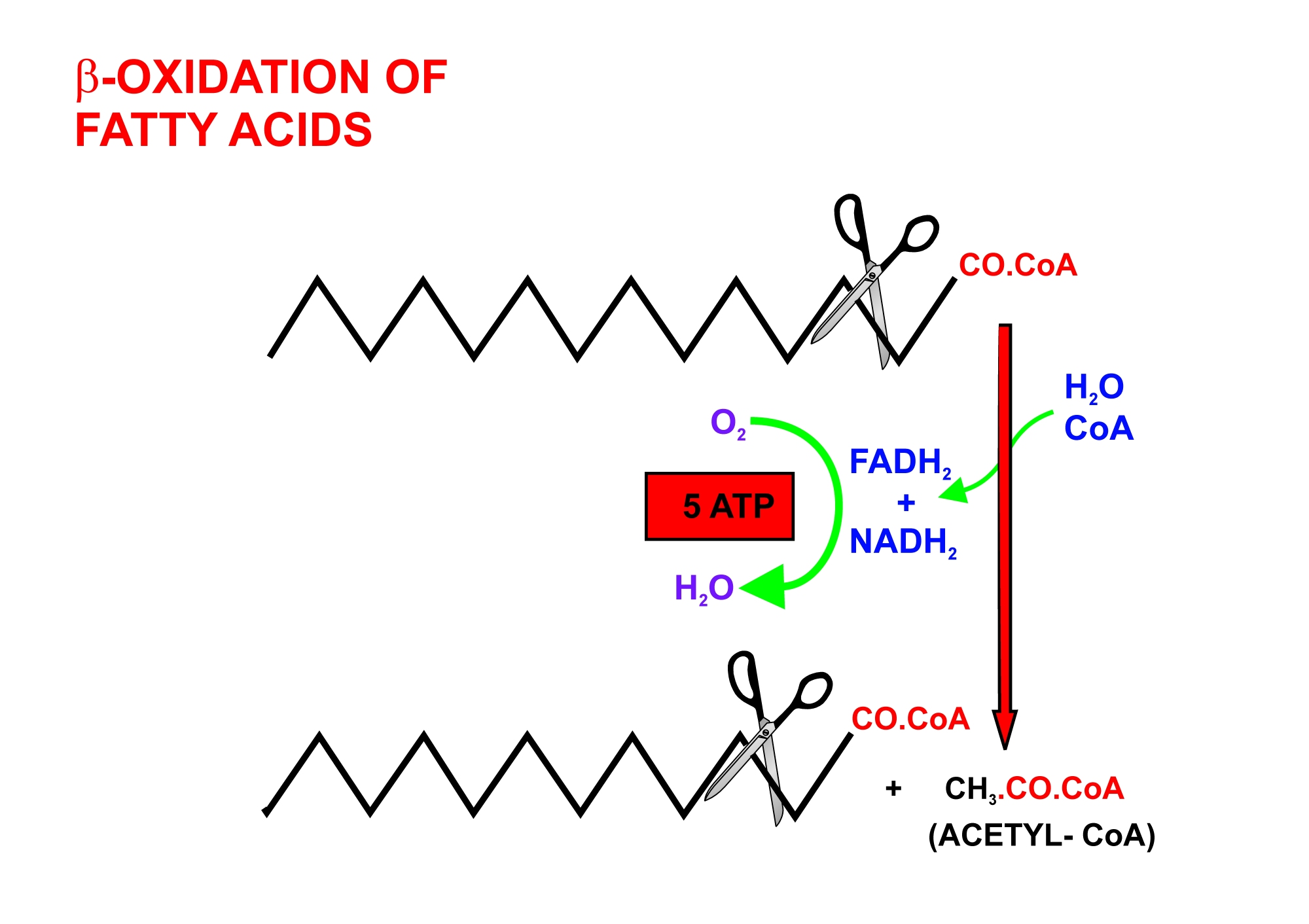
Illusztráció egy acil-CoA molekula béta-oxidációjának folyamatáról a mitokondrium mátrixában. Ezen folyamat során a kiindulási acil-CoA molekulából egy két szénatommal rövidebb acil-CoA molekula keletkezik. A folyamat eredménye ezen kívül egy acetil-CoA, víz és 5 ATP molekula: ezek a termékek minden béta-oxidációs ciklusban felszabadulnak, mindaddig, amíg a kiindulási acil-CoA molekula nincsen teljesen feldarabolva acetil-CoA molekulákká.

A szabad zsírsavak nem tudnak áthatolni a biológiai membránokon negatív töltésük miatt. Emiatt specifikus transzporterek (például az SLC27 családba tartozó transzporter) segítségével jutnak át a sejtmembránon. A citoszolba érkezés után, a következő folyamatok juttatják a zsírsavakat a mitokondriális mátrixba, ahol a béta-oxidáció zajlik.
1. A hosszú-láncú-zsírsav-CoA ligáz katalizálja a reakciót a zsírsav és egy ATP között, melynek során zsíracil-adenilát valamint inorganikus pirofoszfát keletkezik. Utóbbi szabad koenzim-A-val reagál, így zsíracil-CoA észter és AMP keletkezik.
2. Ha a zsíracil-CoA hosszú lánccal rendelkezik, akkor a karnitin inga lép működésbe:
  1. Az acil-CoA a karnitin hidroxilcsoportjára kerül a karnitin-palmitoil-transzferáz I reakció során. Ez az enzim a belső mitokondriális membrán citoszolikus oldalán lokalizálódik.
  2. Az acil-karnitin a mitokondriális mátrixba transzportálódik a karnitin-acilkarnitin transzlokáz által, míg a karnitin ugyanezen az útvonalon elhagyja a mátrixot.
  3. Az acil-karnitin visszaalakul acil-CoA-vá a karnitin-palmitoil-transzferáz II reakció során. Ez az enzim a belső mitokondriális membrán mátrix felé tekintő oldalán lokalizálódik.
3. Ha a zsíracil-CoA rövid lánccal rendelkezik, akkor ezek a rövid láncú zsírsavak egyszerű diffúzióval jutnak át a belső mitokondriális membránon.[4]

## Általános mechanizmus
Ha a zsírsav a mitokondriális mátrixba került, megkezdődik a béta-oxidáció, melynek során minden ciklusban két szénatomos csoportok hasítódnak le a zsírsavról acetil-CoA formájában. A folyamat négy lépésből áll.
1. A hosszú láncú zsírsav dehidrogenizálódik, így egy transz konfigurációjú kettős kötés jön létre a C2 és C3 pozíciójú szénatomok között. Ezt a lépést az acil-CoA-dehidrogenáz katalizálja. Végeredményként transz-Δ2-enoil-CoA keletkezik. A reakciót katalizáló enzim FAD molekulát használ, mint elektronakceptort, ami FADH2 molekulává alakul.
2. A transz-Δ2-enoil-CoA hidratálódik a kettős kötésnél, mely egy L-β-hidroxiacil-CoA-t eredményez. A folyamatot az enoil-CoA-hidratáz katalizálja.
3. Az L-β-hidroxiacil-CoA-t egy újabb dehidrogenizációs reakció alakítja β-ketoacil-CoA-vá. Ezt a reakciót a β-hidroxiacil-CoA dehidrogenáz katalizálja. Az enzim NAD molekulát használ elektronakceptorként.
4. A β-ketoacil-CoA tiolízise a C2 és C3 pozíciójú (alfa és béta) szénatomok között jön létre. A folyamatot az acetil-CoA-aciltranszferáz-β-ketotioláz enzim katalizálja. A reakció során egy új koenzim-A molekula nukleofil támadása következik be a C3 pozíciójú szénatomon. Ezáltal két szénatom leválik acetil-CoA-t kialakítva, míg a visszamaradó acil-CoA két szénatommal rövidebb lesz.

A testben lévő szövetek legnagyobb része képes a zsírsavak oxidációjára. Azonban néhány sejt, például a vörösvérsejtek (nem tartalmaznak mitokondriumot), valamint a központi idegrendszer sejtjei (a zsírsavak nem tudnak átjutni a vér-agy gáton) nem zsírsavakat használnak az energiaigényeik kielégítésére, hanem szénhidrátokat.
Mivel sok zsírsav nem teljesen telített, vagy nem páros szénatomszámú, egyéb mechanizmusok is kialakultak, lásd alább.

## Páros szénatomszámú, telített zsírsavak
Amint a zsírsav bekerült a mitokondrium mátrixába, minden ciklus béta-oxidáció során egy acetil-CoA molekula szabadul fel, valamint az eredeti zsíracil-CoA két szénatommal rövidebb lesz. Egy béta-oxidációs ciklus a következő négy lépésből áll:
| Leírás | Egyenlet | Enzim                           | Végtermék                                                                                  |
| Dehidrogenizáció a FAD által: Az első lépés acil-CoA-dehidrogenáz által katalizált oxidációs reakció. Az elektronakceptor a FAD, mely FADH2-vé alakul. A reakció során egy kettős kötés jön létre a C2 és C3 pozíciójú szénatomok között. |          | acil-CoA-dehidrogenáz           | transz-Δ²-enoil-CoA                                                                        |
| Hidratáció: A következő lépés a C2 és C3 pozíciójú szénatomok közötti kötés hidratációja. A reakció sztereospecifikus, csak L izomer keletkezik.                                                                                          |          | enoil-CoA-hidratáz              | L-β-hidroxiacil-CoA                                                                        |
| Oxidáció a NAD+ által: A harmadik lépés az L-β-hidroxiacil-CoA oxidációja NAD+ által. Ezáltal a hidroxilcsoport ketocsoporttá alakul. |          | 3-hidroxiacil-CoA- dehidrogenáz | β-ketoacil-CoA                                                                             |
| Tiolízis: Az utolsó lépés a β-ketoacil-CoA hasítása egy másik koenzim-A molekula tiolcsoportja által. A tiolízis a C2 és C3 pozíciójú szénatomok között történik                                                                          |          | β-ketotioláz                    | Egy acetil-CoA molekula, és egy acil-CoA molekula, amely immáron két szénatommal rövidebb. |

Ez a folyamat addig folytatódik, amíg a teljes lánc feldarabolódik acetil-CoA egységekké. Az utolsó ciklus két különálló acetil-CoA molekulát eredményez, egy acil-CoA és egy acetil-CoA molekula helyett. Minden ciklus során a kiindulási acil-CoA molekula hossza két szénatommal rövidül, valamint egy molekula FADH2, NADH és acetil-CoA keletkezik.

## Páratlan szénatomszámú, telített zsírsavak
Általánosan, a páratlan szénatomszámú zsírsavak a növények, és néhány tengeri élőlény lipidjeiben találhatók meg. Számos kérődző állat termel nagy mennyiségű három szénatomos propionátot a szénhidrátok fermentációja során a bendőjükben.
Azok a zsírsav láncok, amelyek páratlan szénatomszámot tartalmaznak, ugyanazon folyamatrendszer során oxidálódnak, mint a páros szénatomszámú zsírsavak. A különbség abban rejlik, hogy végeredményként propionil-CoA és szukcinil-CoA keletkezik.
A propionil-CoA egy bikarbonát ion által D-metilmalonil-CoA-vá alakul egy biotin kofaktort alkalmazó reakcióban. Ezt a reakciót a propionil-CoA-karboxiláz katalizálja, és egy ATP felhasználása történik. A bikarbonát ion szénatomja a propionil-CoA középső szénatomjához kapcsolódik, ezáltal kialakítva a D-metilmalonil-CoA-t. Azonban, a D konformáció enzimatikus úton L konformációvá alakul. Ezt az átalakulást a metilmalonil-CoA-epimeráz katalizálja. Ezután a metilmalonil-CoA-mutáz az L konformációjú intermediert átalakítja szukcinil-CoA-vá (B12 vitamin szükséges a folyamathoz). A keletkezett szukcinil-CoA a citrátkörbe tud lépni.
Azonban, míg az acetil-CoA egy meglévő molekula oxálacetáttal kondenzálódva lép be a citrátkörbe, addig a szukcinil-CoA képes önállóan belépni a folyamatba. Ebből kifolyólag a szukcinát direkt növeli a citromsavciklusban cirkuláló molekulák számát. Ha az előbb említett forrásból érkező citrátköri intermedierek száma meghaladja a kataplerotikus szükségletet (pl. aszpartát, illetve glutamát szintézis esetében), akkor a feleslegben lévő intermedierek beléphetnek a glükoneogenezis útvonalába (a májban és a vesékben), a foszfoenol-piruvát-karboxikináz enzimen keresztül, így végeredményként szabad glükóz keletkezik.

## Telítetlen zsírsavak
A telítetlen zsírsavak béta-oxidációja problémában ütközik, mivel a cisz kötés lokalizációja megakadályozhatja a transz-Δ2 kötés kialakítását. Ezen szituációk során két másik enzim is működik: az enoil-CoA-izomeráz és a 2,4-dienoil-CoA-reduktáz.

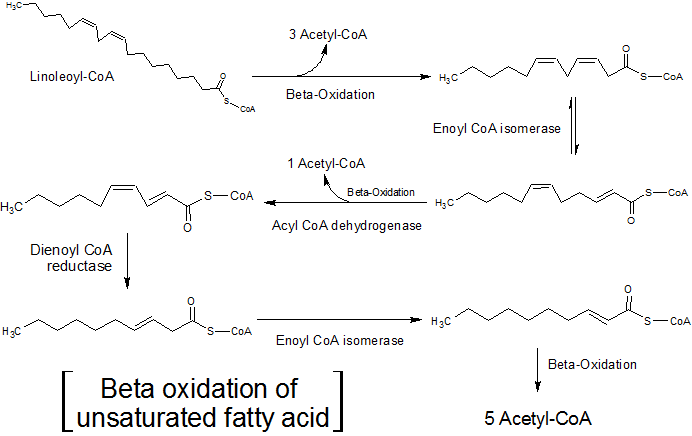
Béta-oxidáció (telítetlen zsírsav esetében)

Bármilyen konformációjú is legyen a szénhidrogén lánc, a β-oxidáció normálisan zajlik addig, amíg acil-CoA megfelelő szubsztrátja (a kettős kötés konfigurációja megfelelő) az acil-CoA-dehidrogenáznak, illetve az enoil-CoA-hidratáznak.
- Ha az acil-CoA tartalmaz egy cisz-Δ3 kötést, akkor a cisz-Δ3-Enoil-CoA izomeráz|enoil-CoA-izomeráz enzim átalakítja a kötést egy transz-Δ2 konfigurációjú kötéssé, ezáltal megfelelő szubsztrát keletkezik.
- Ha az acil-CoA egy cisz-Δ4 kettős kötést tartalmaz, akkor a dehidrogenizáció 2,4-dienoil intermediert ad, ami nem megfelelő szubsztrátja az enoil-CoA-hidratáznak. Azonban a 2,4-dienoil-CoA-reduktáz enzim redukálja az intermediert, NADPH felhasználásával, transz-Δ3-enoil-CoA-vá. Ezután a folyamat úgy folytatódik, mint a fent említett másik eset: a 3,2-enoil-CoA-izomeráz megfelelő szubsztráttá alakítja a molekulát.

Összefoglalva:
- A páratlan szénatomszámú zsírsavak kettős kötéseit az izomeráz alakítja tovább.
- A páros szénatomszámú zsírsavak kettős kötéseit a reduktáz alakítja tovább.

## Peroxiszomális béta-oxidáció
A zsírsav oxidáció a peroxiszómákban is zajlik, abban az esetben, ha a zsírsav láncok túl hosszúak a mitokondrium számára. Ugyanazok az enzimek működnek a peroxiszómában, mint a mitokondriális mátrixban, a végeredmény itt is acetil-CoA. A tudomány mai állása szerint úgy vélik, hogy a nagyon hosszú láncú zsírsavak (22 szénatomnál hosszabbak), mind az elágazók, mind a nem elágazók, valamint néhány prosztaglandin és leukotrién egy kezdeti oxidáción esnek át a peroxiszómákban, oktanoil-CoA létrejöttéig. Ezután az oxidáció a mitokondriumban folytatódik.
Egy szignifikáns különbség, hogy a peroxiszomális oxidáció nincs kapcsolva az ATP szintézissel. Ellenben, a magas-potenciálú elektronok oxigén molekulára (O2) kerülnek, így H2O2 keletkezik. Emellett hő is keletkezik a folyamat során. A kataláz nevű enzim, amely kizárólag a peroxiszómákban található, átalakítja a hidrogén-peroxidot vízzé és oxigénné.
A peroxiszomális β-oxidáció során szükség van egyéb enzimekre, melyek a peroxiszómára és a nagyon hosszú szénatomszámú zsírsavakra specifikusak. Három kulcsfontosságú különbség van a mitokondriális és a peroxiszomális β-oxidáció között:
1. A NADH, ami a harmadik oxidatív lépésben keletkezik, nem oxidálható újra a peroxiszóma esetében, tehát a redukáló ekvivalensek a citoszolba exportálódnak.
2. A peroxiszomális β-oxidáció során a peroxiszomális karnitin-acil-transzferáz enzim működik (míg a mitokondriumban a karnitin-acil-transzferáz I, illetve karnitin-acil-transzferáz II) az aktivált zsírsav membránon keresztüli transzportja során.
3. Az első oxidációs lépést a peroxiszómában az acil-CoA-oxidáz által katalizálja.
4. A β-ketotioláz, ami a peroxiszomális béta-oxidációban vesz részt, eltérő szubsztrát specificitással rendelkezik, mint a mitokondriális β-ketotioláz.

A peroxiszomális oxidáció magas zsírtartalmú étrend, valamint hypolipidemikus gyógyszerek (például Atromid-S) hatására indukálható.

## Energiamérleg
Elméletileg minden béta-oxidációs ciklusban maximum 17 ATP keletkezhet, mivel egy NADH 3 ATP-t, egy FADH2 2 ATP-t és egy teljes ciklus a citrátkörben 12 ATP-t termel. Gyakorlatban azonban közelebb van a végeredmény a 14 ATP termelődéséhez, mivel egy teljes oxidációs ciklus során 2,5 ATP termelődik NADPH molekulánként, és 2 ATP termelődik FADH2 molekulánként (a P/O arány alapján), matematikailag lebontva:
```
ATP ={(n-1)*17+12-2}
```

| Forrás       | ATP      | Összesen |
| 1 FADH2      | x 2 ATP  | = 2 ATP  |
| 1 NADH       | x 3 ATP  | = 3 ATP  |
| 1 acetil-CoA | x 12 ATP | = 12 ATP |
| Összesen     |          | = 17 ATP |

Egy páros szénatomszámú, telített zsírsav lebontásához (C2n), n-1 oxidáció (forduló) szükséges, végeredményként eggyel több acetil-CoA képződik, mint ahány béta-oxidációs ciklus végbement. Emellett két ATP felhasználódik a zsírsav aktivációja során.
Táblázatban összefoglalva:
| Forrás       | ATP      | Összesen  |
| 7 FADH2      | x 2 ATP  | = 14ATP   |
| 7 NADH       | x 3 ATP  | = 21 ATP  |
| 8 acetil-CoA | x 12 ATP | = 96 ATP  |
| Aktiváció    |          | = -2 ATP  |
| Nettó        |          | = 129 ATP |

Kevesebb ATP termeléssel számolva az egyes elektronakceptor molekulák esetében (FADH2, NADH), végeredményül 106 ATP-t kapunk minden mol palmitát után. 106 ATP ={(8-1)*12+10-2}
A telítetlen zsírsavak béta-oxidációja megváltoztatja a végső ATP termelést, mivel két másik enzim működése válhat szükségessé.

## Története és felfedezése
1904-ben, a német kémikus Franz Knoop megvilágította a béta-oxidáció lépéseit azáltal, hogy kutyákat páratlan szénatomszámú, valamint páros szénatomszámú ω-fenil zsírsavat (mint a ω-fenilvaleril sav és ω-fenilbutiril sav) tartalmazó eledellel etetett. A béta-oxidáció mechanizmusa, azaz a sikeres leválasztása két szénatomnak, akkor lett tisztázva, amikor kiderült, hogy a páratlan szénatomszámú ω-fenilvaleril sav hippursavvá metabolizálódott, és a páros szénatomszámú ω-fenilbutiril sav egy hasonló vegyületté (angol neve: phenaceturic acid) alakult. Ekkoriban nem ismertek olyan oxidációs reakciót a szerves kémiában, amely a béta szénatomot célozta volna meg.

## Klinikai jelentőség
Legalább 25 enzim és specifikus transzport fehérje található a β-oxidációban. Ezek közül 18 molekulához kapcsolódik metabolikus rendellenesség.

## Fordítás
Ez a szócikk részben vagy egészben  a   Beta oxidation című angol Wikipédia-szócikk ezen változatának fordításán alapul.  Az eredeti cikk szerkesztőit annak laptörténete sorolja fel. Ez a jelzés csupán a megfogalmazás eredetét és a szerzői jogokat jelzi, nem szolgál a cikkben szereplő információk forrásmegjelöléseként.